# Evonne Goolagong

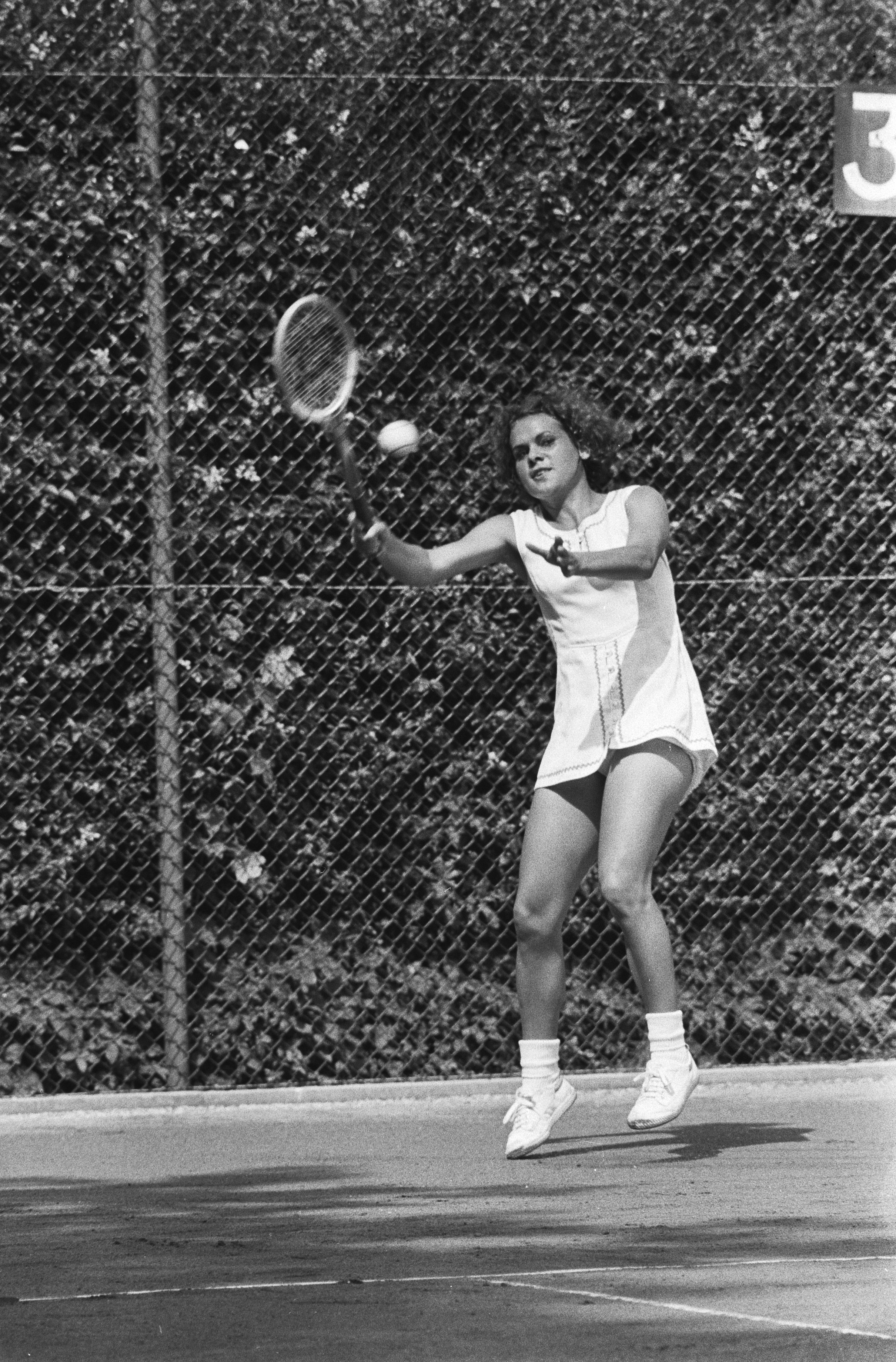
Evonne Goolagong

Evonne Fay Goolagong Cawley, AO, MBE (31 de julho de 1951, Griffith, New South Wales, Austrália) é uma ex-tenista número 1 mundial australiana. Ela foi uma das principais tenistas da década de 1970 e início da de 80, quando ganhou 14 torneios do Grand Slam: sete em simples (quatro Australian Open, dois Wimbledon e um Roland-Garros), seis em duplas femininas e um em duplas mistas.

## Grand Slam finais

### Simples: 18 finais (7 títulos, 11 vices)
| Posição | Ano  | Campeonato                     | Piso   | Oponente             | Placar             |
| ------- | ---- | ------------------------------ | ------ | -------------------- | ------------------ |
| Vice    | 1971 | Aberto da Austrália            | Grama  | Margaret Court       | 2–6, 7–6(7–0), 7–5 |
| Campeã  | 1971 | Roland Garros                  | Saibro | Helen Gourlay        | 6–3, 7–5           |
| Campeã  | 1971 | Wimbledon                      | Grama  | Margaret Court       | 6–4, 6–1           |
| Vice    | 1972 | Aberto da Austrália            | Grama  | Virginia Wade        | 6–4, 6–4           |
| Vice    | 1972 | Roland Garros                  | Saibro | Billie Jean King     | 6–3, 6–3           |
| Vice    | 1972 | Wimbledon                      | Grama  | Billie Jean King     | 6–3, 6–3           |
| Vice    | 1973 | Australian Open                | Grama  | Margaret Court       | 6–4, 7–5           |
| Vice    | 1973 | US Open                        | Grama  | Margaret Court       | 7–6(7–2), 5–7, 6–2 |
| Campeã  | 1974 | Aberto da Austrália            | Grama  | Chris Evert          | 7–6(7–5), 4–6, 6–0 |
| Vice    | 1974 | US Open                        | Grama  | Billie Jean King     | 3–6, 6–3, 7–5      |
| Campeã  | 1975 | Aberto da Austrália (2)        | Grama  | Martina Navratilova  | 6–3, 6–2           |
| Vice    | 1975 | Wimbledon                      | Grama  | Billie Jean King     | 6–0, 6–1           |
| Vice    | 1975 | US Open                        | Saibro | Chris Evert          | 5–7, 6–4, 6–2      |
| Campeã  | 1976 | Aberto da Austrália (3)        | Grama  | Renáta Tomanová      | 6–2, 6–2           |
| Vice    | 1976 | Wimbledon                      | Grama  | Chris Evert          | 6–3, 4–6, 8–6      |
| Vice    | 1976 | US Open                        | Saibro | Chris Evert          | 6–3, 6–0           |
| Campeã  | 1977 | Aberto da Austrália [Dez.] (4) | Grama  | Helen Gourlay Cawley | 6–3, 6–0           |
| Campeã  | 1980 | Wimbledon (2)                  | Grama  | Chris Evert          | 6–1, 7–6(7–4)      |

### Duplas: 6 finals (5 ttítulos, 1 vice)
| Posição | Ano  | Campeonato                     | Piso  | Parceira             | Oponentes                            | Placar                    |
| ------- | ---- | ------------------------------ | ----- | -------------------- | ------------------------------------ | ------------------------- |
| Campeãs | 1971 | Aberto da Austrália            | Grama | Margaret Court       | Joy Emerson Lesley Hunt              | 6–0, 6–0                  |
| Vice    | 1971 | Wimbledon                      | Grama | Margaret Court       | Rosemary Casals Billie Jean King     | 6–3, 6–2                  |
| Campeãs | 1974 | Aberto da Austrália (2)        | Grama | Peggy Michel         | Kerry Harris Kerry Melville          | 7–5 6–3                   |
| Campeãs | 1974 | Wimbledon                      | Grama | Peggy Michel         | Helen Gourlay Karen Krantzcke        | 2–6, 6–4, 6–3             |
| Campeãs | 1975 | Aberto da Austrália (3)        | Grama | Peggy Michel         | Margaret Court Olga Morozova         | 7–6, 7–6                  |
| Campeãs | 1976 | Aberto da Austrália (4)        | Grama | Helen Gourlay        | Renáta Tomanová Lesley Turner Bowrey | 8–1                       |
| Campeãs | 1977 | Aberto da Austrália [Dec.] (5) | Grama | Helen Gourlay Cawley | Mona Guerrant Kerry Melville Reid    | Não houve devido a chuva. |

### Duplas Mistas: 2 finais (1 título, 1 vice)
| Posição  | Ano  | Campeonato    | Piso   | Parceiro    | Oponentes                          | Placar   |
| -------- | ---- | ------------- | ------ | ----------- | ---------------------------------- | -------- |
| Campeões | 1972 | Roland Garros | Saibro | Kim Warwick | Françoise Dürr Jean-Claude Barclay | 6–2, 6–4 |
| Vice     | 1972 | Wimbledon     | Grama  | Kim Warwick | Rosemary Casals Ilie Năstase       | 6–4, 6–4 |

## WTA finals

### Simples: 3 finais (2 títulos, 1 vice)
| Posição | Ano  | Local       | Piso        | Oponente            | Placar        |
| ------- | ---- | ----------- | ----------- | ------------------- | ------------- |
| Campeã  | 1974 | Los Angeles | Carpete (I) | Chris Evert         | 6–3, 6–4      |
| Campeã  | 1976 | Los Angeles | Carpete (I) | Chris Evert         | 6–3, 5–7, 6–3 |
| Vice    | 1978 | Oakland     | Carpete (I) | Martina Navratilova | 7–6(0), 6–4   |